# سيرينا غوردون
سيرينا غوردون (بالإنجليزية: Serena Gordon)‏ هي ممثلة بريطانية، ولدت في 3 سبتمبر 1963 بلندن في المملكة المتحدة.

## أعمال

### أفلام
- (1995) العين الذهبية[4][5][6]

## وصلات خارجية
- سيرينا غوردون على موقع IMDb (الإنجليزية)
- سيرينا غوردون على موقع ألو سيني (الفرنسية)
- سيرينا غوردون على موقع ميوزك برينز (الإنجليزية)
- سيرينا غوردون على موقع أول موفي (الإنجليزية)
- سيرينا غوردون على موقع قاعدة بيانات الأفلام السويدية (السويدية)
- سيرينا غوردون على موقع قاعدة بيانات الفيلم (الإنجليزية)
- سيرينا غوردون على موقع كينوبويسك (الروسية)